# Eilema caniola
Eilema caniola és una espècie de papallona nocturna de la subfamília Arctiinae i la família Erebidae.

## Distribució
Es troba distribuïda pel nord d'Àfrica, Europa occidental i del sud i Europa oriental fins al sud-oest de Rússia.

## Descripció
Aquesta espècie té una envergadura alar de 28-35 mm.
Gairebé amb la mateixa coloració com Eilema griseola i Eilema lurideola però amb l'ala davantera molt més petita, amb el marge exterior lleugerament corbat, el color molt més lleuger, més gris groguenc, de manera que la franja costal de color groc pàl·lid és menys prominent. Les ales posteriors molt pàl·lides, a penes més fosques en el marge costal, amb l'àpex molt més accentuat que en les dues espècies esmentades, amb les que pot ser confosa.

## Subespècies
- Eilema caniola caniola
- Eilema caniola torstenii von Mentzer, 1980 (Espanya)

## Biologia
Vola de juliol a setembre, depenent de la ubicació.
La larva és gris o marró vermellós amb una línia dorsal fosca, línies subdorsals vermelles amb vores negres i a vegades amb taques blanques o negres. Les larves s'alimenten de líquens que creixen en les roques.

## Galeria

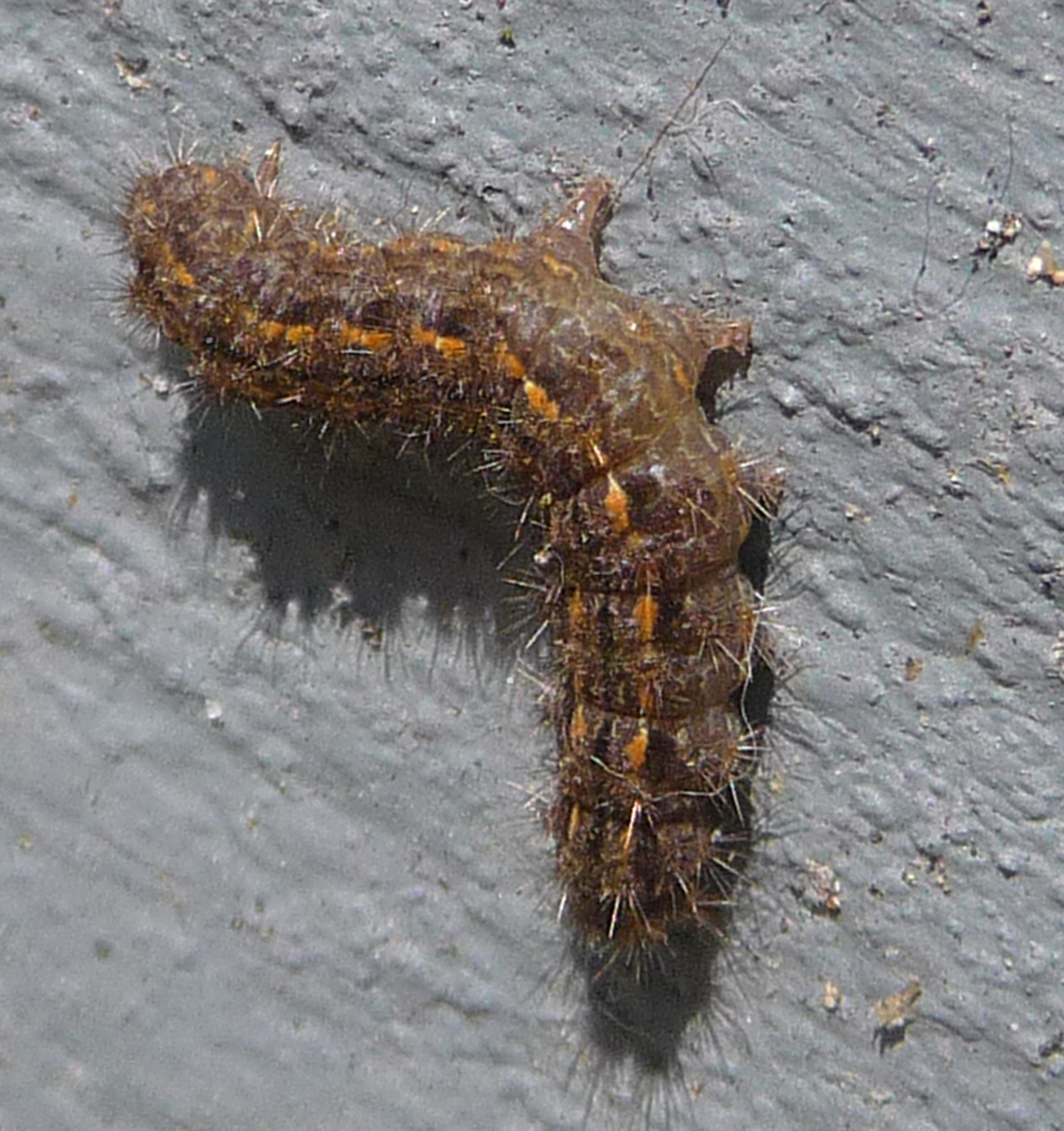
Eilema caniola larva
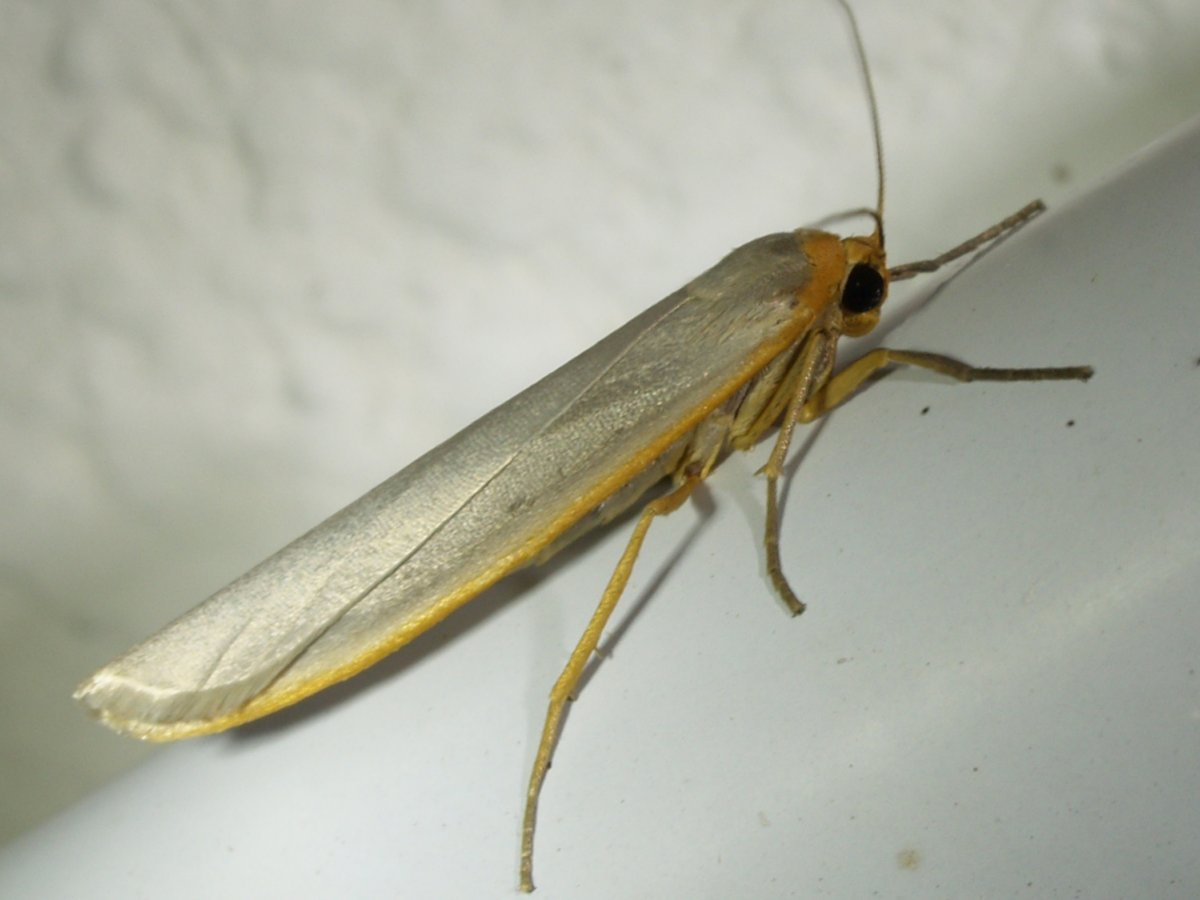
Eilema caniola
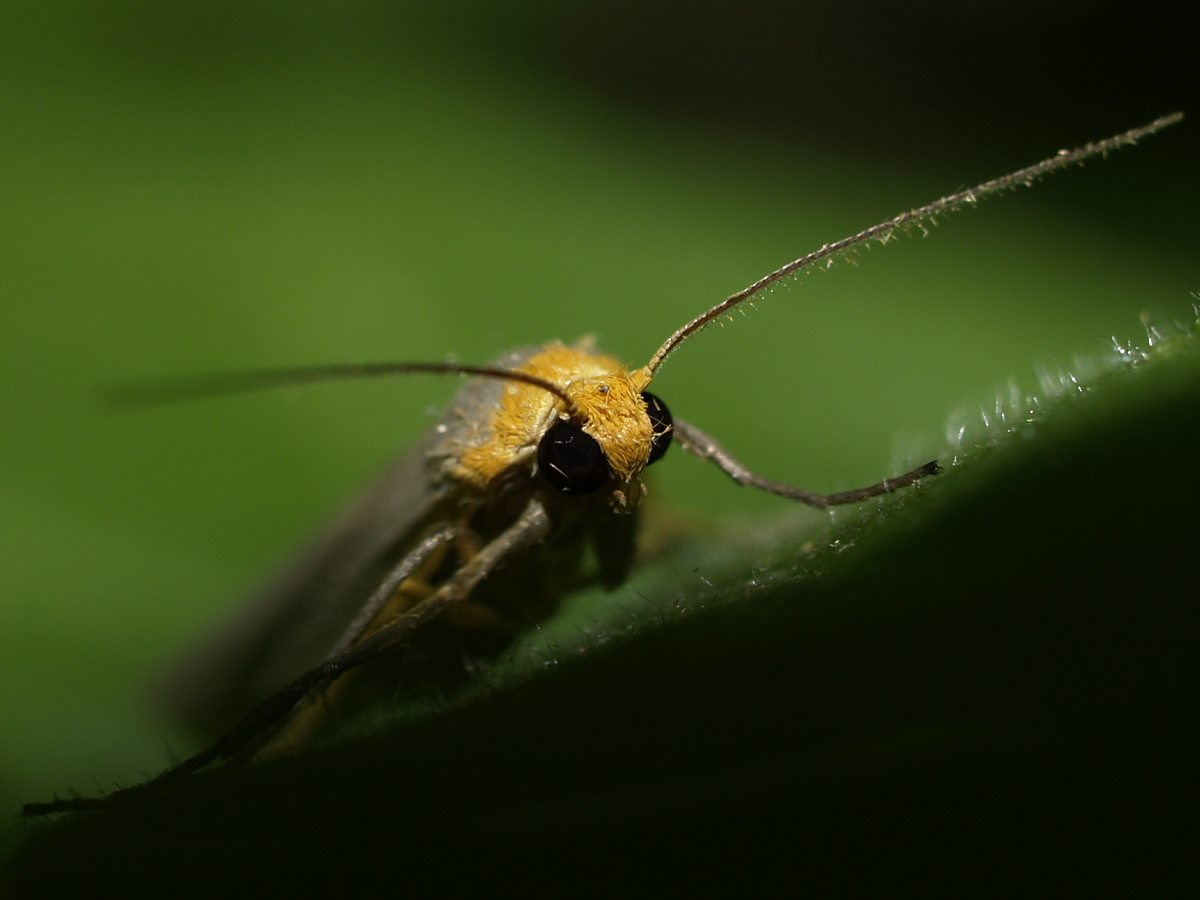
Eilema caniola
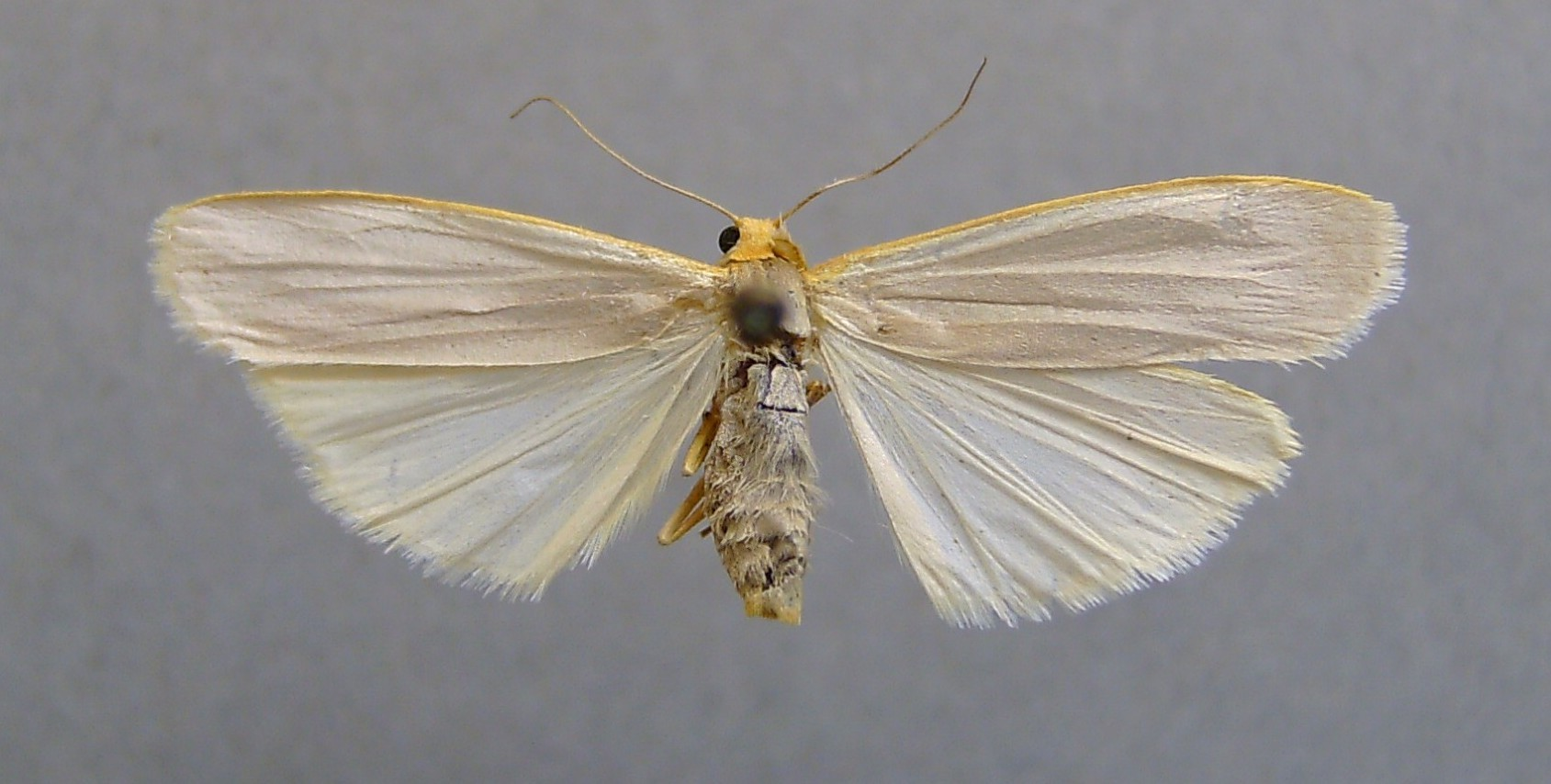
Eilema caniola